# أولاد علي بنعيسى (أولاد ايرو)
أولاد علي بنعيسى هو دُوَّار يقع بجماعة اصعادلا، إقليم آسفي، جهة مراكش آسفي في المملكة المغربية. ينتمي الدوّار لمشيخة أولاد ايرو التي تضم 5 دواوير. يقدر عدد سكانه بـ 289 نسمة حسب الإحصاء الرسمي للسكان والسكنى لسنة 2004.

## روابط خارجية
- البوابة الوطنية للجماعات الترابية
- المندوبية السامية للتخطيط